# Pratt & Whitney Canada PT6T
Pratt & Whitney Canada PT6T Twin-Pac je letecký turbohřídelový motor určený pro pohon vrtulníků, vyráběný kanadskou společností Pratt & Whitney Canada. Je tvořený dvojicí turbínových jednotek PT6A pohánějících hřídel prostřednictvím společného reduktoru. Pohonná jednotka dosahuje výkonu až 2 000 shp (1 471 kW) při 6 000 otáčkách za minutu a své primární uplatnění nalezla u rodiny strojů Bell 212/UH-1N Twin Huey.
Ozbrojené síly Spojených států amerických tento motor užívají pod označením T400.

## Použití
- Bell 212
- Bell 309
- Bell 412
- Bell AH-1J/T Sea Cobra
- Bell CH-146 Griffon
- Bell UH-1N Twin Huey
- Sikorsky S-58T
- Sikorsky S-69

## Specifikace (PT6T-6)
Údaje podle

### Technické údaje
- Typ: turbohřídelový motor
- Délka: 167,6 cm (66 palců)
- Šířka: 110,5 cm (43,5 palce)
- Výška: 82,6 cm (32,5 palce)
- Suchá hmotnost: 300 kg (660 lb)[2]

### Součásti
- Kompresor: třístupňový axiální kompresor následovaný jednostupňovým radiálním
- Spalovací komora: prstencová s reverzním prouděním
- Turbína: jednostupňová vysokotlaká a nízkotlaká

### Výkony
- Maximální výkon: 1 383,27 kW (1 855 shp)
- Stupeň stlačení:
- Měrná spotřeba paliva: 359 g/kW/h (0,591 lb/hp/h)[2]
- Poměr výkon/hmotnost: